# Beach Samba
Albums de Astrud Gilberto
Look to the Rainbow
(1965) A Certain Smile, a Certain Sadness
(1967)
Beach Samba est un album de Astrud Gilberto, sorti en 1967 sur le label Verve.
Il fait partie des 1001 albums qu'il faut avoir écoutés dans sa vie. 

## Liste des titres
1. Stay (Gayle Caldwell) (2:41)
2. Misty Roses (Tim Hardin) (2:36)
3. The Face I Love (Norman Gimbel, Carlos Pingarilho, Marcos Valle) (2:06)
4. A Banda (Parade) (Chico Buarque, Sidney Keith Russell (en)) (2:07)
5. Oba, Oba (Luiz Bonfá) (1:59)
6. Canoeiro (Eumir Deodato) (1:32)
7. I Had the Craziest Dream (en) (Mack Gordon, Harry Warren) (2:25)
8. Bossa Na Praia (Beach Samba) (Geraldo Cunha, Pery Ribeiro) (2:48)
9. My Foolish Heart (Ned Washington, Victor Young) (2:47)
10. Dia das Rosas (I Think of You) (Bonfá, Patti Jacob) (2:21)
11. You Didn't Have to Be So Nice (Steve Boone, John Sebastian) (2:41)
12. Não Bate O Coroção (Deodato) - 1:35

## Musiciens
- Astrud Gilberto : chant
- Don Sebesky : direction d'orchestre et arrangements (Stay, Misty Roses, Parade, I Had the Craziest Dream, Beach Samba, My Foolish Heart et You Didn't Have to Be So Nice)
- Eumir Deodato : direction d'orchestre et arrangements (The Face I Love, Oba Oba, Canoeiro, Dia das rosas et Não bate o coroção)
- Marcello Gilberto : chant sur You Didn't Have to Be So Nice
- Ron Carter : contrebasse
- Jule Ruggiro : basse
- Seymour Barab, Maurice Bialkin, Maurice Brown, Charles McCracken, George Ricci, Harvey Shapiro, Alan Shulman : violoncelle
- Marcos Valle, Barry Galbraith : guitare
- Grady Tate : batterie
- Ray Alonge, James Buffington, Earl Chapin, Tony Miranda : cor d'harmonie
- Toots Thielemans : guitare, harmonica, flûte
- Margaret Ross : harpe
- George Devens : clavecin, piano, vibraphone
- Benny Aronov : clavecin, piano
- Alan Douglas, Jack Jennings, Dom Um Romão : percussions
- Warren Bernhardt : piano
- Wayne Andre, Warren Covington, Urbie Green, Tony Studd : trombone
- Bernie Glow, Jimmy Nottingham, Ernie Royal, Marvin Stamm : trompette
- John Barber : tuba
- Harold Coletta, Richard Dickler, Dave Mankovitz, David Schwartz : viola
- Arnold Eidus, Harry Katzman, Leo Kruczek, George Ockner, Gene Orloff : violon
- Phil Bodner, Bill Hammond, Hubert Laws, Seldon Powell, Stanley Webb : bois